# Пенсильвания-авеню
Пенсильва́ния-авеню (англ. Pennsylvania Avenue) — улица в Вашингтоне, соединяющая Белый дом и Капитолий, часто называется «Главной улицей Америки», так как по ней проходят парады и официальные процессии, а также марши протеста.

## Описание
Авеню проходит с юго-востока из Мэриленда на северо-восток до Джорджтауна. Длина улицы непосредственно в Вашингтоне — 11 км, самый важный её участок от Белого дома до Капитолия составляет 1,9 км. Юго-восточная часть авеню (общая её длина составляет 29 км) проходит через район Капитолийского холма, затем за рекой Анакостиа входит в штат Мэриленд (23,3 км), где заканчивается на пересечении с дорогой MD408 у Уэйсон-Корнер около реки Патуксент. Далее продолжается как бульвар Южного Мэриленда. Северо-западный участок Пенсильвания-авеню за Белым домом проходит 2,3 км на северо-запад и кончается на M-стрит в Джорджтауне.

## Достопримечательности
С юго-востока на северо-запад:
- Мост Джона Филипа Суса[англ.] через реку Патуксент;
- Капитолий;
- Памятник мира;
- Национальная галерея искусства, восточное здание;
- Парк Джона Маршалла[англ.];
- Посольство Канады в Вашингтоне;
- Ньюзеум (Музей журналистики и новостей);
- Федеральная торговая комиссия;
- Здание Национального архива (основное хранилище Национального управления архивов и документации);
- Мемориал Военно-морских сил США[англ.];
- Здание Джона Э.Гувера (штаб-квартира ФБР);
- Здание Департамента юстиции[англ.] Роберта Ф. Кеннеди (штаб-квартира Департамента юстиции США);
- Бывший павильон Почтового ведомства[англ.];
- Здание Рональда Рейгана и Международный торговый центр[англ.];
- Здание Джона Вильсона[англ.];
- Площадь Свободы[англ.];
- Парк Першинга[англ.];
- Департамент казначейства США;
- Белый дом;
- Дом Блэра[англ.];
- Галерея Ренвик;
- Всемирный банк;
- Посольство Мексики в США[англ.];
- Университет Джорджа Вашингтона;
- Джорджтаун.